# 江馬務
江馬 務（えま つとむ、1884年12月2日 - 1979年5月10日）は、日本の歴史学者。日本における風俗史の研究の基礎を築いた一人である。京都女子大学名誉教授。
京都市出身。江馬天江の孫、江馬章太郎（京都府立医学専門学校教授）の子。

## 経歴
1907年に新設の京都帝国大学文科大学史学科第1回生として入学、1910年に卒業。卒業論文は「京都市制史」
。同年、「日本風俗史」の研究のため同大学大学院に進学する。卒業後、京都市立美術工芸学校の教員となり、1911年には「風俗史研究会」を設立する。有職故実の文献や史料から過去の風俗の考証を進めるだけでなく、実際に衣装などを復原・着用して考察を進める方法を採用し、1915年から毎月1回「時代扮装実演会」を開き、1916年には研究会の機関誌「風俗研究」を創刊した。また、染色研究会も創設し、染色業界にも貢献した。戦前・戦後を通じて、有職故実や風俗史研究の第一人者として活躍し、1949年には京都女子大学教授となる。1960年には日本風俗史学会を設立して初代会長に就任する。死に際して勲三等瑞宝章を贈られる。墓所は京都市の高台寺。
代表的な著作は『江馬務著作集』全12巻・別巻1巻にまとめられている。